# Александър Грин
Александър Грин (на руски: Александр Степанович Гриневский „Грин“) е изтъкнат руски писател, известен предимно със своята романтична проза.
Творчеството му е близко както до утопията, така и до жанра фентъзи, готическия роман и литературата за свръхестественото. Приживе недооценен и забраняван, Александър Грин става един от най-четените руски писатели. Той е създател на художествен свят, населен с идеални герои, намерили своето щастие и осъществили своите блянове, отличавайки се принципно от света в произведенията на Едгар Алън По, с когото често го сравняват.

## Биография

### Трудно детство
Александър Грин (Гриневски) е роден на 23 август (по стар стил – 11 август) 1880 г. в Слободской, околийско градче във Вятска губерния. Той е син на поляка Стефан Гриневски, участник в полското въстание от 1863 г., заточен на 16-годишна възраст в провинциалната Вятка – дребен чиновник (счетоводител в местна болница, служител в пивоварна фабрика и др.), който едва свързва двата края. Скоро след раждането на Александър, семейство Гриневски се премества във Вятка. Майката на писателя умира на 37-годишна възраст, когато той е едва на 13 години. Стефан Гриневски, остава вдовец с четирима полусираци.
През 1888 г. при изпълнение на служебните си задължения загива подполковник Гриневски, чичо на писателя. В наследство от него получават три големи сандъка пълни с книги на полски, руски и френски език. Тогава осемгодишният Александър за пръв път се откъсва от реалността и потъва в привлекателния свят на Жул Верн и Майн Рид. Този измислен живот се оказва далеч по-интересен – безкрайната морска шир, непроходимите джунгли, справедливостта на героите завинаги завладяват момчето и на него изобщо не му се иска да се върне към действителността.
През 1889 Александър Гриневски постъпва във Вятското реално училище. Там по някои предмети като Закон божи, География и История е отличен ученик. По Аритметика получава помощ от баща си, затова се справя добре и с нея, но по други предмети има сериозни проблеми. Понеже започва да пише стихове, в които осмива някои учители, бива наказван нееднократно, а накрая го изгонват и от училище. През 1894 г. баща му го урежда в градското четирикласно училище. Отначало бъдещият писател прави голямо впечатление с енциклопедичните си познания, но по-късно, поради непокорното си поведение, отново има проблеми и два пъти е застрашен от изключване. Въпреки това завършва средното си образование през 1896 г. с надежда, че дипломата ще му помогне да се запише в морско училище.

### Борба за живот
След завършване на училище шестнадесетгодишният Александър Гриневски заминава за Одеса само с 25 рубли, които получава от баща си. За път изхарчва по-голямата част и в Одеса се озовава само с 6 рубли и малко багаж. Одеса остава дълбоко впечатление у младия Александър Гриневски с озеленените си улици, с богатите си магазини, пълни с екзотични стоки, с пристанището си, изпълнено с мачти, с величественото море. Но реалността се оказва горчива и прозаична. След като обикаля цялото пристанище, никой не иска да го наеме на кораба си. Бъдещият писател е принуден два месеца да обикаля най-мизерните места на Одеса и да работи като хамалин за по няколко копейки. Накрая му провървява – нает е за юнга на търговския параход „Платон“. За пръв път вижда бреговете на Кавказ и Крим. След плаването с „Платон“ отново следват месеци без работа. Принуждава се да замине за Херсон, където е нает на платнохода „Свети Николай“, който превозва керемиди. Рейсът е тежък, Александър върши различни работи – готви, сече дърва, стои на вахта. Условията за живот са изключително тежки – спи на голи дъски, завит с мокри парцали. Накрая се оказва дори, че носи отговорност за изпочупените при превоза керемиди. След това злополучно плаване Александър се връща в Одеса. Там е нает като моряк на кораба „Цесаревич“, който отпътува за Александрия. Това е единственото му пътуване в чужбина през целия му живот.
Животът на Александър Гриневски изобилства с мрачни тонове. След Одеса той се връща у дома, във Вятка – отново разчита на случайна работа, но постоянно няма късмет. Заминава за Баку, където става пожарникар на нефтена платформа. След това отново е без работа. Става рибар. Разболява се от малария. След това отново е моряк и пак се връща при баща си. После заминава за Урал, където става златотърсач, а след това дървосекач. След черната работа, от отчаяние, през пролетта на 1902 г. доброволно постъпва в армията, в батальон, дислоциран в Пенза. Службата в армията се оказва жестока дресура, от която новобранецът избягва след 4 месеца. Хващат го и го наказват с тримесечен карцер на хляб и вода. Преместен е в Севастопол. Там попада под влиянието на есерите. Бяга за втори път от казармата и това му струва двугодишен затвор. След освобождението от севастополския затвор заминава за Петербург и там отново попада в затвора. Изпращат го на заточение в Сибир, в Туринск, Тоболска губерния. След като пристига там, избягва от заточение през 1905 г. и се добира до Вятка. С помощта на баща си се сдобива с паспорта на починалия А. Малгинов. Под това име Александър Гриневски се отправя отново за Петербург, където започва да пише.

### Творчески път
Първият разказ „Заслугата на редник Пантелеев“ (Заслуга рядового Пантелеева) (1906) представлява агитброшура с подпис „А.С.Г.“, която бива конфискувана и изгорена от полицията. Първите публикации (разкази) са през същата година в Петербург. Подписът „А.С. Грин“ се появява за пръв път през 1908 под разказа „Портокали“ (Апельсины) (по други сведения – под разказа „Случай“ през 1907).
Дълго и болезнено Александър Грин търси пътя си като писател. През 1908 г. излиза първият му сборник „Шапка-невидимка“ с подзаглавие „Разкази за революционери“. През 1909 г. печата „Остров Рено“. През 1910 г. отново е изпратен на заточение, този път в Архангелска губерния. В Петербург се връща през май 1912 г. Влива се в петербургските литературни кръгове и сътрудничи на много списания. През 1916 г. започва да пише знаменитата си „повест-феерия“ „Корабът с алените платна“ (Алые паруса). В края на 1916 г. е принуден да се укрие във Финландия, но когато узнава за Февруарската революция, се връща в Петроград. През 1919 г. Александър Грин е мобилизиран в Червената армия, където служи като свързочник. През 1920 г. заболява тежко от петнист тиф. Докарват го в Петроград, където за него се застъпва Максим Горки и Александър Грин получава академическа дажба и стая в „Дома на изкуствата“. През 1919 г. Александър Грин се жени за Нина Миронова и те са заедно до края на дните му.
След Октомврийската революция, която преживява много болезнено, както се вижда от произведенията му от 1918 – 1919 г., Александър Грин се държи встрани от „генералната линия“ на съветската литература, сблъсква се с неразбирането и неприязънта на критиката (макар и да избягва преследването, на което са подложени Михаил Булгаков и други „неприсъединили се“). Главна тема на неговото творчество става стълкновението между свободата и несвободата, проявило се особено ярко в романите му „Блестящият свят“, „Джеси и Моргиана“ (1929) и „Път за никъде“ (Дорога в никуда) (1930). В резултат на това Александър Грин постепенно е отлъчен от литературата и читателите.
Александър Грин се гмурва в своя изстрадан приказен свят и създава най-добрите образци на своето творчество: „Ловецът на плъхове“ (Крысолов) (1924), „Корабът с алените платна“ (1923), „Бягаща по вълните“ (Бегущая по волнам) (1928). След като завършва романа си „Блестящият свят“ (Блистающий мир), през пролетта на 1923 г. Александър Грин със съпругата си заминава на пътешествие в Крим, обикаля познати места, живее в Севастопол, Балаклава, Ялта. На следващата година, през май 1924 г. се заселва във Феодосия. Скромната му стая е обзаведена само с маса, стол и креват. На стената, срещу възглавницата му, е закачена пропита с морска сол дървена скулптура на Дева Мария. Корабната дева съпровожда писателя в съня му и го посреща на разсъмване.
На 8 юли 1932 г. Александър Грин умира забравен и в самота, от хронично изтощение вследствие на рак на белите дробове.
Върхът на читателската популярност на Александър Грин е достигнат след идването на Никита Хрушчов на власт. Преди това, в разгара на кампанията против „безродните космополити“, произведенията на Александър Грин са зачеркнати от плановете на издателствата. През 1960-те години Александър Грин се превръща в най-издавания писател на руски език, след като е бил един от най-недооценените приживе. В Русия го считат за основоположник на руската фантастика, въпреки че неговата проза трудно се поддава на жанрова класификация.

## Произведения
Произведенията на Александър Грин включват стихотворения, поеми, сатирични миниатюри, басни, очерци, новели, разкази, повести, романи. Отпечатал е събрани съчинения в 3 тома още през 1913 г., 11 сборника с разкази, незавършено издание на събрани съчинения в 15 тома (1928 – 1929), което е продължено през последните десетилетия, а през 1965 посмъртно излизат събраните му съчинения в 6 тома.
Най-известните му произведения са:

### Повести и романи
- 1923 „Корабът с алените платна“ (Алые паруса) (повест-феерия)
- 1923, 1924 „Блестящият свят“ (Блистающий мир) (роман)
- 1925, 1926 „Златната верига“ (Золотая цепь)
- 1927 „Съкровището на Африканските планини“ (Сокровище Африканских гор)
- 1928 „Бягаща по вълните“ (Бегущая по волнам)
- 1929 „Джеси и Моргиана“ (Джесси и Моргиана)
- 1930 „Път за никъде“ (Дорога в никуда)
- 1931 „Автобиографична повест“ (Автобиографическая повесть)

### Новели, разкази и очерци
- 1907 „Случай“ (Случай)
- 1908 „Портокали“ (Апельсины)
- 1909 „Остров Рено“ (Остров Рено)
- 1910 „Колонията Ланфиер“ (Колония Ланфиер)
- 1911 „Път“ (Путь)
- 1912 „Зимна приказка“ (Зимняя сказка)
- 1912 „Четвърти за всички“ (Четвертый за всех)
- 1912 „Преходен двор“ (Проходной двор)
- 1913 „Зурбаганският стрелец“ (Зурбаганский стрелок)
- 1915 „Капитан Дюк“ (Капитан Дюк)
- 1917 „Пеша на революция“ (Пешком на революцию) (очерк)
- 1917 „Огнена вода“ (Огненная вода)
- 1921 „Състезание в Лис“ (Состязание в Лиссе)
- 1922 „Кораби в Лис“ (Корабли в Лиссе) (написан 1918)
- 1923 „Сърцето на пустинята“ (Сердце пустыни)
- 1924 „Ловецът на плъхове“ (Крысолов) (на темата за следреволюционния Петроград)
- 1924 „Гат, Вит и Редот“ (Гатт, Витт и Редотт)
- 1925 „Сивият автомобил“ (Серый автомобиль)
- 1927 „Фанданго“ (Фанданго) (на темата за следреволюционния Петроград)
- 1929 „Клонка имел“ (Ветка омелы)
- 1930 „Зелената лампа“ (Зеленая лампа) и много други.

### Произведения, издадени посмъртно
- 1962 „Ранчото „Каменния стълб““ (Ранчо „Каменный столб“)